# 9e Pantserdivisie (Verenigd Koninkrijk)

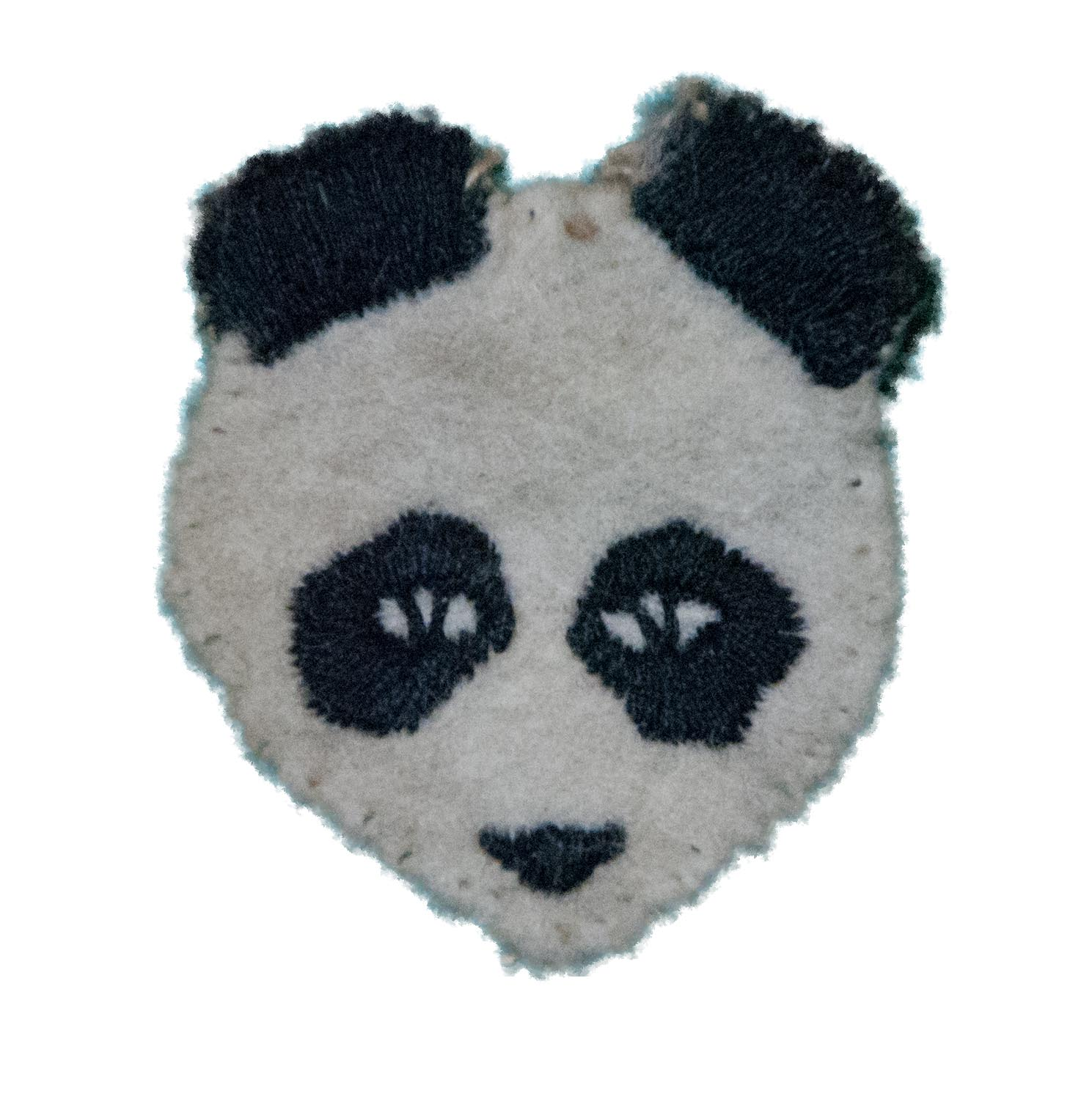
Insigne van het Britse 9e Pantserdivisie

Het Britse 9e Pantserdivisie (Engels: 9th Armoured Division) was een pantsereenheid van de British Army tijdens de Tweede Wereldoorlog.

## Geschiedenis
De 9e Pantserdivisie werd op 1 december 1940 opgericht en werd op 31 juli 1944 ontbonden. Deze pantsereenheid werd tijdens de oorlog nooit ingezet.
De formatie werd tijdens de oorlog alleen gebruikt als trainingsformatie of om te experimenteren met nieuwe pantser.

## Bevelhebbers
De 9e Pantserdivisie had tijdens zijn bestaan drie bevelhebbers (General Officer Commanding):
- 4 december 1940 – generaal-majoor Brocas Burrows
- 20 maart 1942 – generaal-majoor Brian Horrocks
- 12 augustus 1942 – generaal-majoor J.C. D’Arcy

## Eenheden

### 27e Pantserbrigade
- 4e/7e Royal Dragoon Guards
- 13e/18e Royal Hussars (Queen Mary's Own)
- 1e East Riding of Yorkshire Yeomanry
- 1e Queen Victoria’s Rifles
- 7e The King's Royal Rifle Corps

### 28e Pantserbrigade
- 5e Royal Inniskilling Dragoon Guards
- 15e/19e The King's Royal Hussars
- 1e Fife and Forfar Yeomanry
- 8e The King's Royal Rifle Corps

### 7e Infanteriebrigade
- 2e Bn,The South Wales Borderers
- 6e Bn, The Royal Sussex Regiment
- 2e/6e Bn, The East Surrey Regiment

### 9e Ondersteuningsgroep
- 11e Bn, The Worcestershire Regiment
- 6de Regiment, Royal Horse Artillery
- 74ste Anti-Tank Regiment, Royal Artillery
- 54e (Argyll and Sutherland Highlanders) Light Anti-Aircraft Regiment, Royal Artillery
- 141e (Queen's Own Dorset Yeomanry) Field Regiment, Royal Artillery

### Divisie troepen
- 1e Royal Gloucestershire Hussars
- 6e Regiment Royal Horse Artillery
- 141e(Queen's Own Dorset Yeomanry) Field Regiment, Royal Artillery
- 74e Anti-Tank Regt. Royal Artillery
- 92e (4th Bn. Gordon Highlanders)Anti-Tank Regt. Royal Artillery
- 54e (Argyll and Sutherland Highlanders)Light Anti-Aircraft Regt. Royal Artillery
- 150e Light Anti-Aircraft Regtiment. Royal Artillery